# Székely János (labdarúgó)
Székely János József (Temesvár, 1983. május 13. –) romániai labdarúgó, a román labdarúgó-válogatott keretének tagja. A Liga I-ben szereplő Steaua București klubcsapatban játszott 2008 és 2011 között.

## Pályafutása

### FC Timișoara
2000 és 2002 között az FC Timișoara játékosa volt a Román II. ligában, itt 8-szor lépett pályára, és nem szerzett gólt ezeken a fellépéseken.

### Universitatea Cluj-Napoca
2003 és 2006 között a szintén második ligás Universitatea Cluj-Napoca játékosa volt. Csapatának ez idő alatt 19 gólt szerzett 76 meccsen.

### FC Oțelul Galați
2006 után az első ligás FC Oțelul Galațihoz szerződött. 2007. február 23-án debütált az 1. osztályban az Unirea Urziceni ellen. 40 mérkőzése alatt összesen 9 gólt szerzett.

### FC Steaua București
- 2008. május 6-án 5 éves szerződést kötött a 23-szoros román bajnokkal a Steaua Bucureștivel. 1.500.000 euróért valamint 200.000 eurós fizetésért igazolt át.
- A Steauában 2008. július 30-án debütált az FC Vaslui ellen, idegenben. A mérkőzést  egyébként a Vaslui nyerte meg, 1-0-ra.
- 2008. július 23-án első találatot szerzett az Újpest FC elleni Európa-liga mérkőzésen.